# 沢内街道
沢内街道（さわうちかいどう）は、岩手県盛岡市と岩手県和賀郡西和賀町を経て、秋田県へ向かう道路。

## 概要
沢内街道は、盛岡城下から陸奥国和賀郡を縦断して、秋田領横手に至る街道の総称。

## 歴史
「正法年譜住山記」天文8年（1539年）条に「此年沢内の道同菩提坂の路造直す也」とあり、雫石盆地と沢内盆地を結ぶ街道として古くから利用されていた。
寛文11年（1671年）までは、盛岡城下から秋田街道の雫石から、雫石川を渡り升沢を経て、鶯宿から切留を通り、郡境の長橋峠（490m）を越えて貝沢（西和賀町）に入っていたが、同年、貝沢の萩原（大木原）が盛岡藩の官馬の牧場とされたため、雫石から南畑を経て、郡境の山伏峠越で貝沢野に入る道が開かれ本道とされたが、旧道より1里ほど迂回になるうえ、渡川所が多く通行が困難であったため、雫石町に入らず板橋（東町）から分かれて元御所を経る近道が利用されることが多く、のちにこれが正式の路線とされるようになった。
また、下鬼柳村（北上市）で奥羽街道から分かれ、岩崎村を煤孫－瀬畑－岩沢－和賀仙人峠－川尻－越中畑－白木峠を超えて山内村（秋田県横手市）へと至る東西の道も、沢内街道と呼ばれ、江戸からの諸物資が陸奥街道からこの街道を経由して秋田側に搬入されたこともあり、秋田領からは南部道と呼ばれていた、奥羽と連絡する繋要路線であった。

## 宿場・伝馬継所
- 南畑（岩手県岩手郡雫石町）
- 貝沢（ 同県和賀郡西和賀町）
- 川舟
- 太田
- 新町
- 桂子沢
- 越中畑

## 参考資料
- 「角川日本地名大辞典」編纂委員会『角川日本地名大辞典 3 岩手県』角川書店、1985年。ISBN 4-04-001030-2。
- 「角川日本地名大辞典」編纂委員会『角川日本地名大辞典 5 秋田県』角川書店、1980年。ISBN 4-04-001050-7。
- （有）平凡社地方資料センター『日本歴史地名大系 第3巻 岩手県の地名』平凡社、1990年7月13日。ISBN 4-582-91022-X。